# Viasat History
Viasat History е скандинавски телевизионен канал на Viasat, който показва документални филми за история, култура и общество 24 часа на ден. Собственост е на Modern Times Group. В България той се излъчва само сателитна мрежа Булсатком.